# Cerro Azul (kommun i Brasilien)
Cerro Azul är en kommun i Brasilien.   Den ligger i delstaten Paraná, i den södra delen av landet, 1 000 km söder om huvudstaden Brasília. Antalet invånare är 16 948.
I omgivningarna runt Cerro Azul växer i huvudsak städsegrön lövskog. Runt Cerro Azul är det glesbefolkat, med 11 invånare per kvadratkilometer.